# Gefängnis von Tocuyito
Das Gefängnis von Tocuyito (Penitenciaría Tocuyito) ist das wichtigste Gefängnis im Bundesstaat Carabobo, Venezuela.
Es wurde zwischen 1959 und 1963 gebaut. Das Gefängnis wurde für 1200 Insassen konzipiert, hat aber vermutlich über 3000. Es befindet sich in der Nähe der gleichnamigen Stadt Tocuyito, südwestlich von Valencia.
Im Jahr 2010 fingen die Detinierten in Tocuyito einen Hungerstreik wegen Angriffe der Guardia Nacional an.
Im Oktober 2011 nahmen die Gefangenen 50 Beamten zwei Wochen lang als Geisel.
Diese Anstalt soll die zweitgefährlichste des Landes sein. Im Jahr 2011 wurden 54 Gefangene umgebracht und 115 verletzt.
Im August 2015 starben 18 Menschen bei einem Brand.